# Lidia (commedia elegiaca)
Lidia è un'opera della letteratura francese medievale in latino, composta nel XII secolo. Viene attribuita, in maniera dubitativa e più o meno concorde, ad Arnolfo di Orléans.
L'opera si inscrive nel genere letterario della cosiddetta commedia elegiaca, al confine tra poesia e teatro medievale.
Al pari di quasi tutti gli altri esempi dello stesso filone letterario mediolatino, l'opera è composta da distici elegiaci.
Insieme all'Alda di Guglielmo di Blois, altro esempio di commedia latina medievale, Lidia è tramandata dal Codex Vindobonensis 312.
La trama servì d'ispirazione a Giovanni Boccaccio per l'episodio del di Lidia, Nicostrato e Pirro, nella Giornata settima, novella nona del Decameron, narrata da Panfilo. L'intreccio, inoltre, fu fonte di ispirazione per Il racconto del mercante di Geoffrey Chaucer.

## Trama
L'opera è incentrata sulla storia di un amore impossibile, quello che una donna maritata, Lidia, data in sposa al duca Decio, coltiva ardentemente per il giovane Pirro.
Per accostarsi all'oggetto del suo sfrenato desiderio, Lidia pensa inizialmente di servirsi di una propria serva, Lusca, che ella invia da Pirro nel ruolo di mezzana. Tuttavia, la missione della serva fallisce il suo scopo: Pirro non intende darle ascolto e rifiuta le profferte della donna: a questo punto, Lidia, risentita, invia di nuovo Lusca dal giovane, rafforzando la sua richiesta con la promessa di una somma in denaro. Questo induce Pirro ad accettare la proposta anche se il giovane pone ulteriori condizioni per la ricompensa: chiede alla donna l'uccisione del falcone da caccia preferito da Decio, la consegna di cinque peli strappati dalla barba dell'uomo e di un dente estratto dalla bocca di lui.
Lidia si dà subito da fare per accontentare le pretese del giovane: accampando il pretesto della gelosia, uccide il falcone per strangolamento. Poi, blandendo il marito con carezze e moine, riesce a sfilargli cinque peli della barba. Infine, convince il marito a estrarsi un dente facendoglielo credere cariato (a cavare il dente sarà proprio il giovane amato). In questo modo, Pirro acconsente a soddisfare le brame della donna.
La passione adulterina di quest'ultima, però, non ancora sopita, la spinge ancora oltre sulla strada della perversione accendendo fantasie voyeuristiche: Lidia, infatti, vagheggia di unirsi sessualmente a Pirro sotto lo sguardo dello stesso marito, pretendendo però di fare in modo che questi non creda ai suoi occhi. Escogita, pertanto, un nuovo espediente per abbindolare il marito: dapprima si finge ammalata; poi, una volta guarita, esprime il capriccio di una passeggiata tra gli alberi del frutteto accompagnata dai due uomini. Giunti sotto le fronde di un pero, i tre si accomodano per terra e la donna chiede a Pirro di salire sui rami per raccoglierne qualche frutto. Pirro obbedisce ma, una volta salito, si mostra profondamente indignato per la sconcezza di ciò che si presenta sotto il suo sguardo, la scena dei due coniugi subitaneamente dedicatisi a un rapporto sessuale, incuranti della sua presenza. Di fronte allo sdegno di Pirro, che invita i due a ricomporsi, sta lo stupore sincero di Decio, che non aveva mosso un dito verso la moglie. È Lidia stessa che, facendo la parte che si era ritagliata nel gioco, avanza l'ipotesi che il pero sia colpito da un incantesimo. Per provarlo, propone al marito di salire lui stesso sulla pianta mentre lei e il giovane aspettano ai piedi dell'albero. Non appena Decio si è arrampicato in alto, Lidia e Pirro ne approfittano per abbandonarsi a un atto sessuale. Decio assiste stupefatto a quella scena di adulterio che si consuma sotto i suoi occhi; incredulo, decide di scendere a terra per verificare ma i due amanti sono abili a ricomporsi prima che il duca tocchi il suolo; disceso dal pero, Decio vede i due perfettamente in ordine. Convinto di essere stato vittima di un incantesimo, cade così nell'inganno ordito dalla moglie.
A questo punto, ottenuto il risultato della sua trasgressione, Lidia ordina l'abbattimento del pero stregato, in modo da cancellare ogni traccia dello stratagemma.